# Pontal do Paraná
Pontal do Paraná è un comune del Brasile nello Stato del Paraná, parte della mesoregione Metropolitana de Curitiba e della microregione di Paranaguá. 
Si trova a 100 km dalla capitale dello Stato Curitiba. Le principali attività economiche sono nel settore del turismo, del commercio, della pesca e dell'artigianato.

## Storia
Il comune di Pontal do Paraná è il risultato della smembramento del comune di Paranaguá. Venne creato dalla legge n° 11252 del 20 dicembre 1995 ed ha autonomia amministrativa dal 1º gennaio 1997.